# Mohel

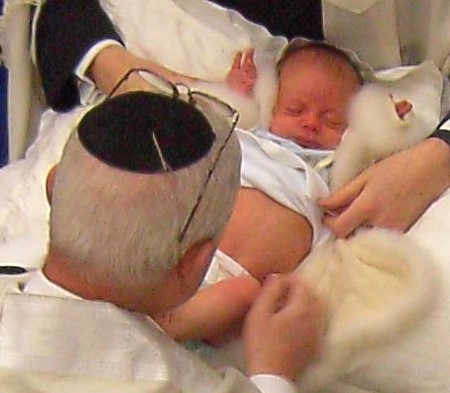
Mohel při práci

Mohel (hebrejsky מוהל‎) je židovský muž, který provádí rituální mužskou obřízku (brit mila).
Obřízka musí být provedena přesně určeným způsobem, který odpovídá pravidlům židovského zákona (halachy). Proto musí každý mohel projít speciálním kurzem, který je zakončen zkouškou. Mohel je velmi často také odborný lékař (nejčastěji urolog nebo gynekolog). Mohelské zkoušky ale mívají také někteří rabíni. Podle tradice byl prvním mohelem Abrahám, který na základě Božího příkazu obřezal sebe, svého syna Izmaela a všechny muže ve svém táboře (Gn 17,23).
V ortodoxních komunitách vykonává práci mohela vždy muž. V konzervativních a reformních obcích mohou získat kvalifikaci mohela také ženy. Pro ženského mohela se používá termín mohelet (מוהלת‎). Podle tradice byla první ženou, která obřezala svého syna, Sipora, manželka Mojžíšova (Ex 4,24-27) 